# Magyarországi Margit bizánci császárné
Margit magyar királyi hercegnő (1175 – 1229), III. Béla magyar király és első felesége, Châtillon Ágnes legidősebb lánya. Anyai nagyszülei Konstancia antiochiai fejedelemnő és Châtillon Rajnald (Renaud de Châtillon) lovag, a Jordánontúl (Outre-Jourdain) és Hebron nagyura voltak.

## Bizánci császárné
1185-ben II. Iszaakiosz bizánci császár felesége lett. Az új császárnak egyszerre kellett legyőznie a szerbeket, bolgárokat, normannokat és a magyarokat. Utóbbiak megbékítése és szövetségessé tétele jelenthette a házasság politikai hátterét.
Az akkor tíz éves Margitról Niketas Choniates a következőket írta:

„ Szépséges tehát a hajadon, aki néked, ó császár, eljegyeztetett, éspedig éppen azért, amit a beszéd megmondott. Mert nemcsak tehénszemű és aranyos alakú és hosszú nyakú – ezeket tulajdonították a görögök a maguk istennőinek – hanem egészében szép és a nagyonságig szép, a szépségben mindeneknek császárnéja, a legszebb pedig, amennyiben jobb kezed felől áll...”

Margit áttért az ortodox hitre, és a Mária nevet vette fel. Férjének ő volt a második felesége, házasságból két fiuk született:
- Ioannész Angelosz
- Manuel Angelosz

A fennmaradt források szerint az esküvő költségeit fedezendő kivetett extra adók miatt a bolgárok 1185-ben fellázadtak.
Miután 1194-ben az arkadiopoliszi csatában Iszaakiosz döntő vereséget szenvedett a bolgároktól, fivére, Alexiosz Angelosz megbuktatta, megvakíttatta és bebörtönöztette. Margit sorsáról nincs tudomásunk.
Margit mostohafia, Alexiosz megszökött a fogságból, és szövetkezett Enrico Dandolo velencei dózséval, valamint a IV. keresztes hadjárat vezetőjével, Montferrati Bonifáccal hogy segítsék apja visszatérését a trónra. 1203-ban a keresztesek elfoglalták Konstantinápolyt, és visszaültették Iszaakioszt a trónra, társcsászárrá pedig IV. Alexiosz néven a fiát tették meg. Margit vélhetően visszanyerte korábbi rangját, ám új státusza nem tartott sokáig. 1204-ben fellázadtak a latinok bábcsászára ellen, Iszaakiosz meghalt (valószínűleg megmérgezték), Alexioszt pedig megfojtották. A keresztesek ugyanebben az évben ismét elfoglalták Konstantinápolyt. Margit az ostrom alatt a Boukoleon-palotában keresett menedéket, itt talált rá a sikeres ostrom idején Montferrati Bonifác.

## Thesszalonika királynéja
A megözvegyült Margit 1204-ben férjhez ment Montferrati Bonifác thesszalonikéi királyhoz. A házasságkötés előtt visszatért a római katolikus hitre. Házasságukból egy fiú született:
- Demetriosz (1205 – 1230), Thesszaloniké királya (1207 – 1224)

Bonifácot 1207-ben tőrbe csalta egy bolgár csapat, elfogták és lefejezték, a fejét pedig elküldték Kaloján bolgár cárnak. Halála után a végakaratának megfelelően fia, Demetriosz lett Thesszaloniké új királya. Margit régensként maradt a fia mellett, de a helyi előkelők egy csoportja Umbertónak, Biandrate grófjának vezetésével szívesebben látta volna Thesszaloniké trónján Montferrati Vilmost, Bonifác idősebb fiát.
Amikor Henrik latin császár 1207-ben Thesszalonikébe érkezett, hogy hűbéri esküt vegyen Demetriosztól, az elégedetlenek bezárták a város kapuit, és lehetetlen követeléseket támasztottak a császárral szemben. Margit saját magát adta a császár kezére, és leleplezte a fia ellen összeesküvőket. Henrik végül megkoronázta Demetrioszt, Umbertót pedig száműzték. Az ifjú uralkodó mellé kineveztek egy régenstanácsot is.
Umberto azonban nem nyugodott bele a vereségébe. 1216-ban megjelent Thesszalonikében, hogy magának követelje Margittól a régensi tisztséget. Az özvegy királyné ismét a császár segítségét kérte, Henrik ezt meg is ígérte, ám Thesszalonikében váratlanul elhunyt. Egyes források szerint Umberto mérgezte meg a császárt, (mások a császár feleségét, Máriát, Kalojan bolgár cár lányát okolták). Utóda, Courtenay Péter Courtenay Jolán magyar királyné apja lett, akit azonban az epirusziak elfogtak, miközben Konstantinápolyba tartott. Politikai támogatás híján Margit kénytelen volt hátrahagyni a fiát, és 1216-ban elhagyni a Thesszalonikéi Királyságot.
Margit egyébként népszerű volt a görög nyelvű országlakosok között. A királynét megvádolták azzal is, hogy bátorította a görög püspököket arra, hogy ne fogadják el a pápai főséget.

## Utolsó évek
Margit harmadszor is férjhez ment egy Dél-Görögországban, Boiótiában birtokos francia lovaghoz, Nicolas de Saint-Omerhez. A historiográfiai feldolgozásokban bizonytalan a házasságok időpontja, mivel egyes források szerint Niclas de Saint-Omer már 1214 előtt meghalt, ám egyes történészek egészen későre, 1217-re teszik az egykori császárné új frigyének időpontját, elsősorban arra alapozva, hogy a házasság a Thesszalonikében lezajlott politikai változásra adott reakció volt Margit részéről.
A házasságukból két fiúgyermek született:
- a nagyapjáról elnevezett Béla, aki 1240-ben feleségül vette Guy de la Roche, athéni herceg testévét, Bonnét. Felesége hozománya révén megszerezte Théba felét. Három fiuk született: Nicolas, Otho és Jean. Csak a harmadik fiuknak született gyermeke, ám Jean fiának, Nicolasnak a halálával a Saint-Omer család kihalt.
- Vilmos (Gulliaume), elvette Pernel de Lacyt (–1288)[5] Vilmos követte édesanyját, Margitot Magyarországra. Unokatestvére, IV. Béla uralkodása alatt lovászmesteri címet kapott, és Macsó első hercege lett. Részt vett a Muhi csatában, és a sírfelirata szerint 1242. április 20-án hunyt el.[6] Bár a genealógiai táblázatok szerint a házasság gyermektelen maradt, biztosan született egy lányuk, Margit, aki a Nyulak-szigeti apácakolostorban élt, és 1276-ban Árpád-házi Szent Margit szentté avatása kapcsán hallgattak ki.[7]

Margit a testvéréhez menekült, Magyarországra. 1222-ben még Görögországban, ám 1223-ban már Magyarországon tartózkodott. II. András magyar király 1223 előtt Keve várát és szerémségi birtokokat adományozott neki. 1229 körül hunyt el, ekkor említik utoljára az élők sorában. Előbb fia, Vilmos, majd idősebb fia, a magyar forrásokban Kalojannak hívott Ioannész kapta egykori birtokait.